# 中野寅吉

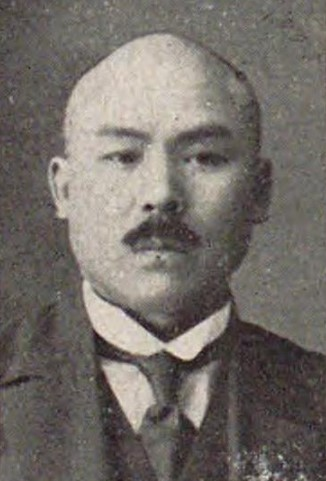
中野寅吉

中野 寅吉（なかの とらきち、1879年（明治12年）4月2日 - 1962年（昭和37年）7月5日）は、日本の政治家、警察官、実業家、僧侶。衆議院議員。旧姓は小林。

## 経歴
福島県大沼郡雀林村字古屋敷（赤沢村、会津高田町を経て現会津美里町雀林字古屋敷）で、小林清三郎の三男として生まれる。苦学して、1901年（明治34年）東京専門学校法学部を卒業した。1907年（明治40年）頃、北海道の小樽日報社に入社し石川啄木の同僚となった。事務長であった中野は記者の啄木とは反りが合わず、啄木が札幌に何度も出かけることを編集長（啄木とは懇意だった）に咎めたが逆にたしなめられ、編集長の帰宅後に啄木が戻ったところを殴打、それが原因で啄木は小樽日報を退社した。
その後、北海道庁、台湾総督府、統監府、朝鮮総督府、警視庁で警部を務め、臨時南洋群島防備隊民政事務官となる。35歳で東京府の中野寅次郎の養子となり、1915年（大正4年）に分家した。
1920年（大正9年）5月、第14回衆議院議員総選挙に福島県第七区から憲政会所属で出馬して当選。その後、第15回、第18回、第20回、第22回、第23回総選挙（福島県第2区）でも当選し、衆議院議員を通算6期務めた。この間、選挙違反で失格、有罪となったことにより1936年（昭和11年）6月1日付けで勲四等及び大正三四年従軍記章、韓国併合記念章、第一回国勢調査記念章、大礼記念章（昭和）、帝都復興記念章を褫奪された。1948年（昭和23年）、政治資金に関する問題で衆議院不当財産取引調査特別委員会に証人喚問された。
衆議院議員としては住民のための開発と交通基盤の整備を信条として、会津川口線（只見線）・会津滝ノ原線の敷設、小名浜築港・西新潟築港の実現、宮下発電所の建設などに尽力した。実業界では、鉱山業を営み、日本電気窯業常務取締役、東洋ペイント取締役などを務めた。
1953年（昭和28年）4月、第3回参議院議員通常選挙に全国区から無所属で立候補したが落選した。晩年に忍海と号して僧侶となり、法用寺（会津美里町）の住職を務めた。

## 逸話
帝国議会では「バン寅」と称し弥次を発することで知られた。